# Алі Явар Джунг
Науаб Алі Явар Джунг Багадур (англ. Nawab Ali Yavar Jung Bahadur; народився близько 1906 року — помер 11 грудня 1976 року) — був видатним індійським дипломатом. Посол Індії в Аргентині, Єгипті, Югославії, Греції, Франції та США. Губернатор індійського штату Махараштра (1971—1976). Він був нагороджений високими індійськими відзнаками Падма Бхушан (1959) та Падма Вібхушан (1977).

## Життєпис
Він народився в Хайдарабаді у видатній хайдарабадській сім'ї вчених, адміністраторів і педагогів, навчався в Королівському коледжі в Оксфорді, отримавши ступінь з історії.
З 1945 по 1946 і з 1948 по 1952 рр. — служив віце-канцлером в Османському університеті. У 1965—1968 рр. він був віце-канцлером Алігархського мусульманського університету. Він виступав проти резервування в АМУ з релігійних мотивів. У 1946-47 рр. він був міністром з конституційних питань, житлових і освіти, охорони здоров'я та місцевого самоврядування в губернаторстві Нізама. Він пішов у відставку з цієї посади у 1947 році.
Він був послом Індії в Аргентині (1952-54), Єгипті (1954-58), Югославії та Греції (1958-61), Франції (1961-65) і США (1968-70). У 1971 році був призначений губернатором штату Махараштра. У 1976 році помер під час свого перебування на посаді губернатора в Мумбаї. Він був удостоєний вищих цивільних нагород Індії «Падма Бхушан» і «Падма Вібхушан» в 1959 і 1977 роках відповідно. На честь нього названо шосе Western Express в Мумбаї і розташований там Національний інститут інвалідів по слуху.